# Geschwister-Scholl-Preis

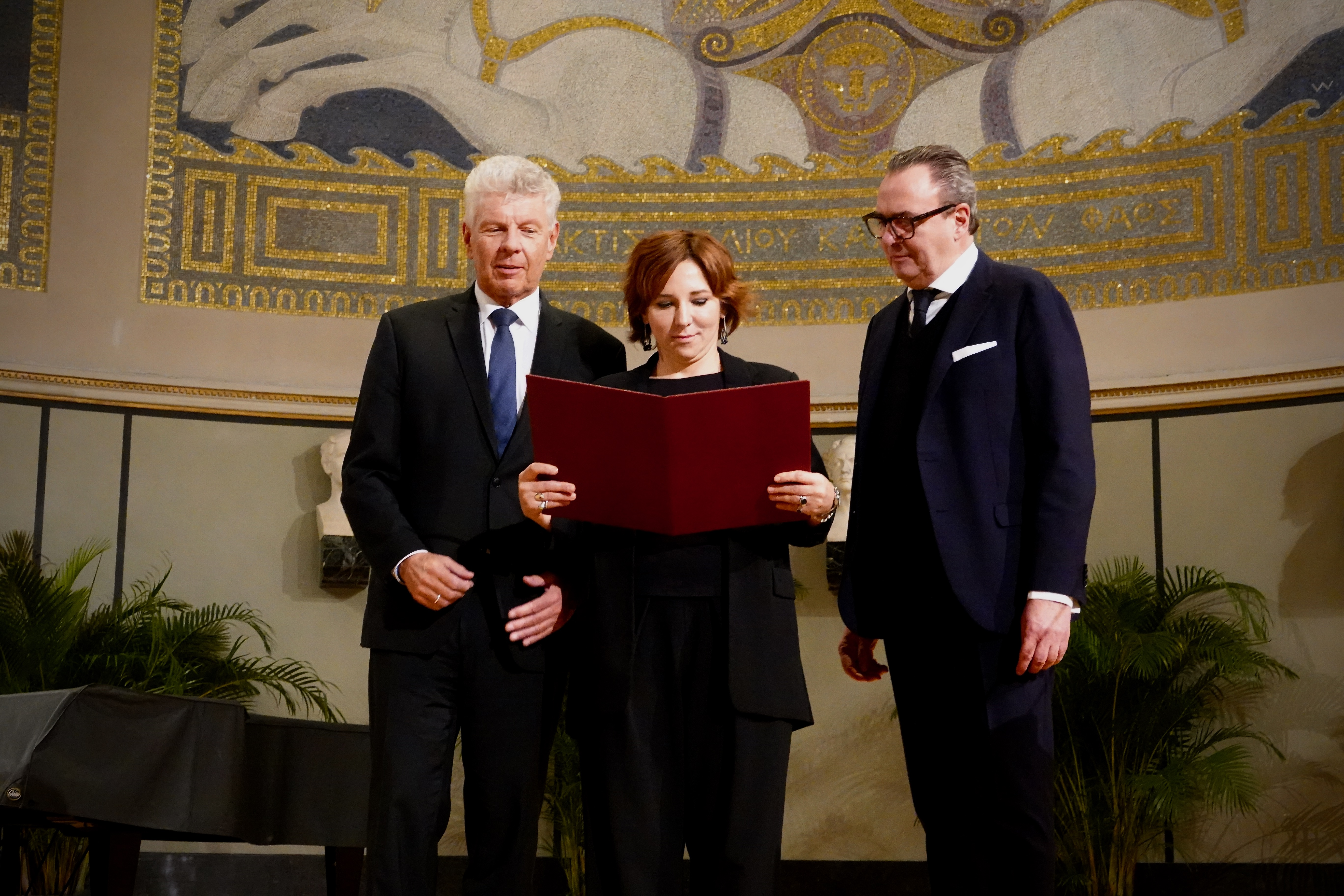
Preisträgerin 2024: Katerina Gordeeva, li: OB Dieter Reiter, re: Klaus Füreder (Börsenverein)

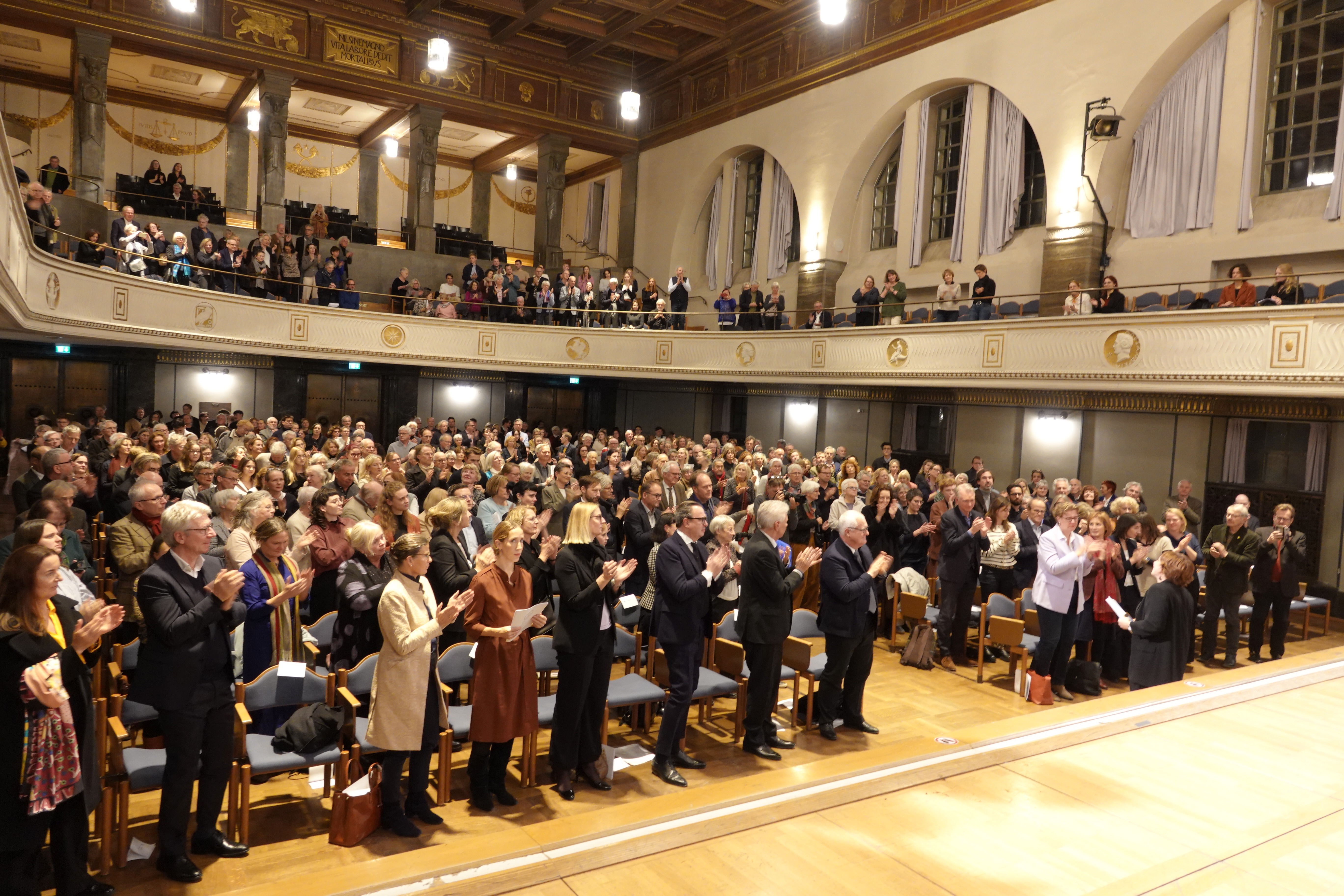
Standing Ovations für Katerina Gordeeva

Der Geschwister-Scholl-Preis ist ein Literaturpreis, der 1980 vom Landesverband Bayern e. V. im Börsenverein des Deutschen Buchhandels und der Stadt München initiiert wurde. Ausgezeichnet wird jährlich ein Buch, „das von geistiger Unabhängigkeit zeugt und geeignet ist, bürgerliche Freiheit, moralischen, intellektuellen und ästhetischen Mut zu fördern und dem gegenwärtigen Verantwortungsbewusstsein wichtige Impulse zu geben.“
Der Preis ist zur Erinnerung an und zu Ehren von Sophie und Hans Scholl wegen ihres Engagements in der Weißen Rose im Widerstand gegen den Nationalsozialismus benannt. Er ist mit 10.000 Euro dotiert und wird bei einem Festakt – seit 1988 in der Großen Aula der Münchner Ludwig-Maximilians-Universität – überreicht.

## Preisträger

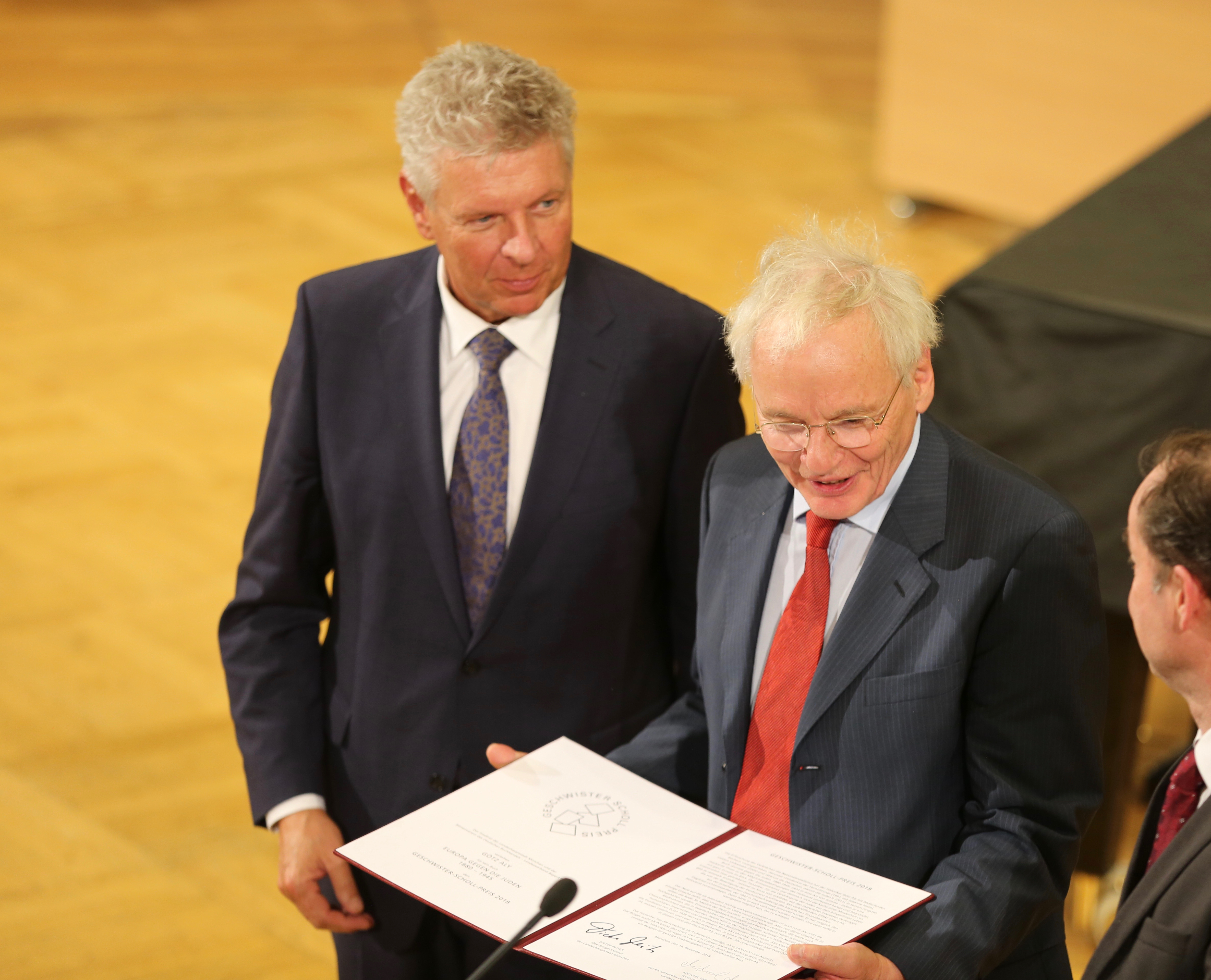
Geschwister-Scholl-Preis 2018 an Götz Aly

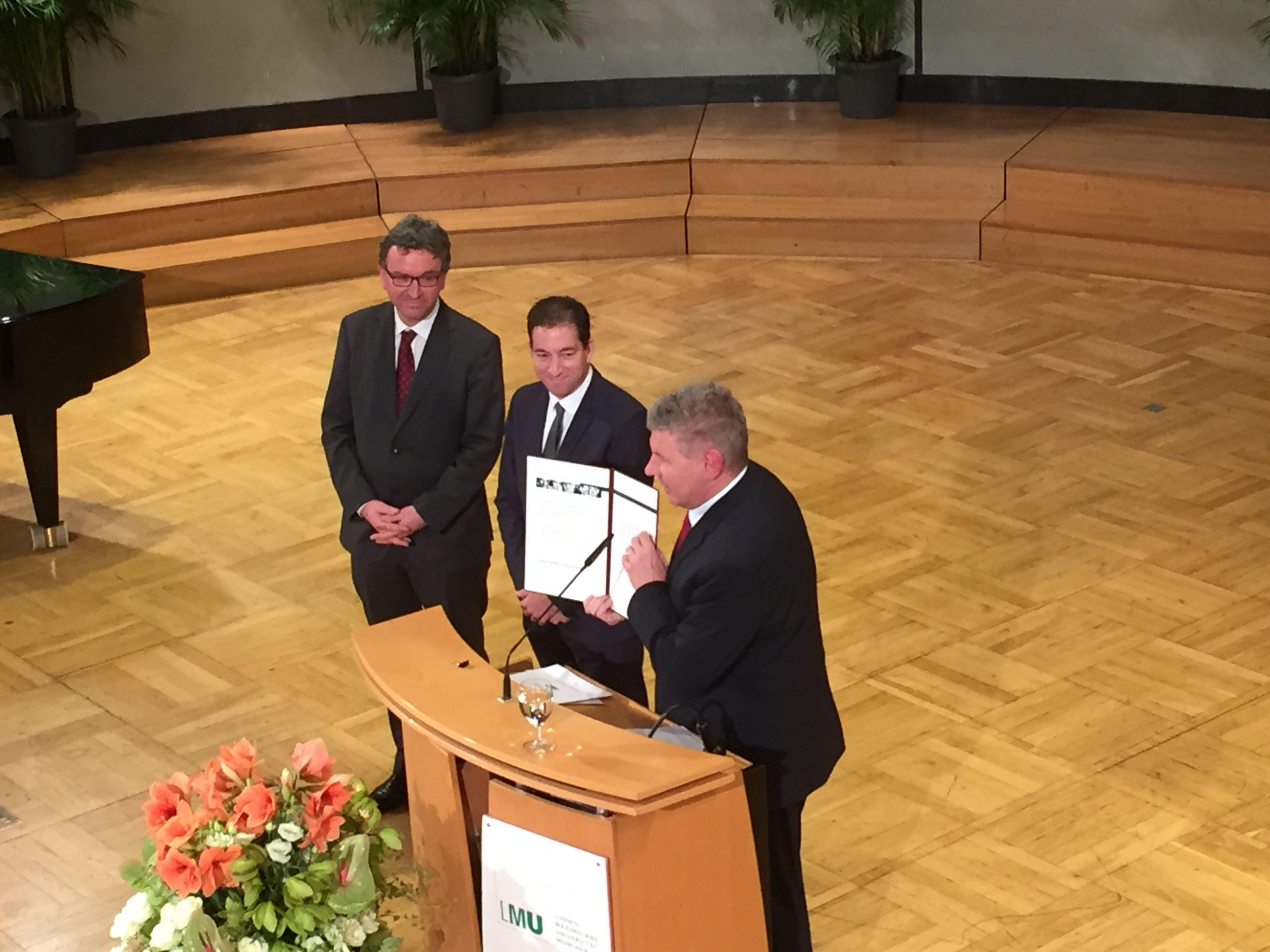
Geschwister-Scholl-Preis 2014 an Glenn Greenwald

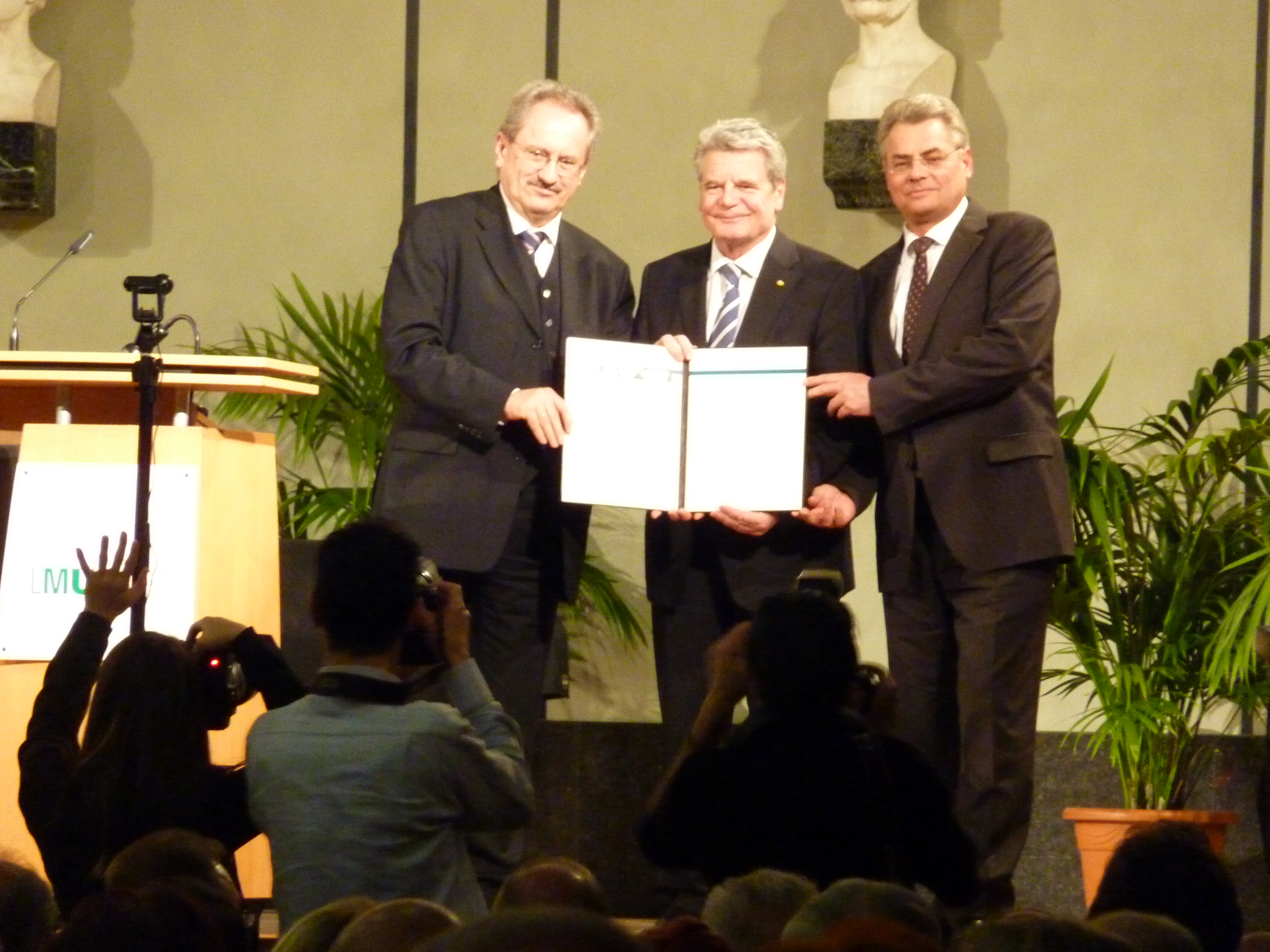
Geschwister-Scholl-Preis 2010 an Joachim Gauck

- 1980: Rolf Hochhuth: Eine Liebe in Deutschland
- 1981: Reiner Kunze: Auf eigene Hoffnung
- 1982: Franz Fühmann: Der Sturz des Engels
- 1983: Walter Dirks: War ich ein linker Spinner?
- 1984: Anja Rosmus-Wenninger: Widerstand und Verfolgung
- 1985: Jürgen Habermas: Die neue Unübersichtlichkeit
- 1986: Cordelia Edvardson: Gebranntes Kind sucht das Feuer
- 1987: Christa Wolf: Störfall
- 1988: Grete Weil: Der Brautpreis
- 1989: Helmuth James Graf von Moltke: Briefe an Freya 1939–1945 (postume Verleihung)
- 1990: Lea Rosh/Eberhard Jäckel: Der Tod ist ein Meister aus Deutschland
- 1991: Georges-Arthur Goldschmidt: Die Absonderung
- 1992: Barbara Distel/Wolfgang Benz (Hrsg.): Dachauer Hefte Nr. 7 Solidarität und Widerstand
- 1993: Wolfgang Sofsky: Die Ordnung des Terrors – Das Konzentrationslager
- 1994: Heribert Prantl: Deutschland leicht entflammbar – Ermittlungen gegen die Bonner Politik
- 1995: Victor Klemperer: Ich will Zeugnis ablegen bis zum letzten. Tagebücher 1933–1945 (postume Verleihung)
- 1996: Hans Deichmann: Gegenstände
- 1997: Ernst Klee: Auschwitz, die NS-Medizin und ihre Opfer
- 1998: Saul Friedländer: Das Dritte Reich und die Juden
- 1999: Peter Gay: Meine deutsche Frage
- 2000: Helene Holzman: Dies Kind soll leben (postume Verleihung)
- 2001: Arno Gruen: Der Fremde in uns
- 2002: Raul Hilberg: Die Quellen des Holocaust
- 2003: Mark Roseman: In einem unbewachten Augenblick. Eine Frau überlebt im Untergrund
- 2004: Soazig Aaron: Klaras NEIN
- 2005: Necla Kelek: Die fremde Braut
- 2006: Mihail Sebastian: Voller Entsetzen, aber nicht verzweifelt (postum)
- 2007: Anna Politkowskaja: Russisches Tagebuch (postum)
- 2008: David Grossman: Die Kraft zur Korrektur
- 2009: Roberto Saviano: Das Gegenteil von Tod
- 2010: Joachim Gauck: Winter im Sommer – Frühling im Herbst: Erinnerungen
- 2011: Liao Yiwu: Für ein Lied und hundert Lieder. Ein Zeugenbericht aus chinesischen Gefängnissen
- 2012: Andreas Huckele (unter seinem Pseudonym Jürgen Dehmers) für Wie laut soll ich denn noch schreien? Die Odenwaldschule und der sexuelle Missbrauch
- 2013: Otto Dov Kulka für Landschaften der Metropole des Todes. Auschwitz und die Grenzen der Erinnerung und der Vorstellungskraft
- 2014: Glenn Greenwald für Die globale Überwachung. Der Fall Snowden, die amerikanischen Geheimdienste und die Folgen
- 2015: Achille Mbembe für Kritik der schwarzen Vernunft
- 2016: Garance Le Caisne für Codename Caesar. Im Herzen der syrischen Todesmaschinerie
- 2017: Hisham Matar für Die Rückkehr. Auf der Suche nach meinem verlorenen Vater
- 2018: Götz Aly für Europa gegen die Juden 1880–1945
- 2019: Ahmet Altan für Ich werde die Welt nie wiedersehen. Texte aus dem Gefängnis
- 2020: Dina Nayeri für Der undankbare Flüchtling[2]
- 2021: Joe Sacco für Wir gehören dem Land[3]
- 2022: Andrej Kurkow für Tagebuch einer Invasion[4]
- 2023: David Van Reybrouck für Revolusi. Indonesien und die Entstehung der modernen Welt[5]
- 2024: Katerina Gordeeva für Nimm meinen Schmerz. Geschichten aus dem Krieg[6]